# Tour-de-Faure
 Tour-de-Faure  es una población y comuna francesa, situada en la región de Mediodía-Pirineos, departamento de Lot, en el distrito de Cahors y cantón de Saint-Géry.

## Demografía
| 312 | 331 | 288 | 307 | 296 | 350 |
| Para los censos de 1962 a 1999 la población legal corresponde a la población sin duplicidades (Fuente: INSEE [Consultar]) |     |     |     |     |     |